# Thiên
Thiên (Hán tự: 天), nghĩa là "Trời", là một trong những từ Trung Quốc cổ xưa nhất và là một khái niệm quan trọng trong thần thoại, triết học và tôn giáo Trung Hoa. Thời nhà Thương (thế kỷ 17-11 TCN) người Trung Quốc gọi vị thần tối cao của mình là Thượng Đế (上帝) hoặc Đế. Vào thời nhà Chu, khái niệm Thiên (Trời) bắt đầu được dùng như là từ đồng nghĩa với từ Thượng Đế. Trước thế kỷ 20, thờ cúng Trời từng là quốc giáo của Trung Quốc.
Trong Đạo giáo và Nho giáo, thiên thường đi cùng với khái niệm địa (地 "đất"). Hai mặt này của vũ trụ học là đại diện cho thuyết nhị nguyên trong Đạo giáo. Chúng được coi là hai trong Tam Giới (三界) của thực thể, với giới ở giữa là nhân (人 "người"). Thiên thường chỉ nơi trên cao như thiên đường, thiên cung trong văn hóa theo quan niệm của các tôn giáo như công giáo liên quan tới các nhân vật như thiên thần, thiên sứ, thiên binh...
Cao Đài thì có Thiên đạo, Thiên nhãn.
Ngoài ra Thiên còn có những từ như Thiên thời, Thiên văn, Thiên cổ, Thiên kim, Thiên sử, Thiên thư, Thiên hạ, Thiên luật (Thiên điều), Thiên điểu, Thiên Hà, Thiên Thể, Thiên Long.